# 12860 Turney
A 12860 Turney (ideiglenes jelöléssel 1998 KT32) a Naprendszer kisbolygóövében található aszteroida. A LINEAR projekt keretében fedezték fel 1998. május 22-én.